# MME
MME(Multi Media Extension)，音頻設備驅動程序的一種

## 概要
為 Windows3.1 以來的音頻驅動標準，可於 Windows 的控制台進行操作。在 Windows3.0 時代，是 Microsoft 為 Windows 提供的擴充規格。

## 關聯項目
- ASIO
- Direct Sound
- Sound Manager
- Core Audio